# Кахновка
Кахновка (баш. Кахновка) — село в Чишминском районе Республики Башкортостан Российской Федерации. Входит в состав Дмитриевского сельсовета. 

## География

### Географическое положение
Расстояние до:
- районного центра (Чишмы): 28 км,
- центра сельсовета (Дмитриевка): 3 км,
- ближайшей ж/д станции (Чишмы): 28 км.

## Население
| 2002 | 2009 | 2010 |
| ---- | ---- | ---- |
| 60   | ↘58  | ↘43  |

### Национальный состав
Согласно переписи 2002 года, преобладающие национальности — татары (46 %), русские (26 %).